# Чарльз Райнд
Чарльз Райнд (англ. Charles Rhind) (11 лютого 1779 — 31 березня 1857) — американський судновласник, дипломат. Американський консул в Одесі (1830–1831). Тимчасово повірений США в Османській імперії (1831).

## Біографія
Народився 11 лютого 1779 року в Нью-Йоркі в родині судновласників. Президент США Ендрю Джексон у 1829 році призначив його першим американським консулом в Одесі. Він прибув до Одеси у 1830 році. Першим завданням нового консула було укладання торговельної угоди з Османською імперією, аби отримати дозвіл для американських суден на прохід протоками Босфору та Дарданелли. Виконавши свою місію Чарльз Райнд передав консульські повноваження заможному грецькому бізнесмену Джону Ралі. У 1831 році відбув до Османської імперії де підготував відкриття Американського посольства.
Помер 31 березня 1857 року в Нью-Йорці, похований на сімейному кладовищі Colden, Монтгомері, Нью-Йорк.

## Сім'я
- Дружина — Сьюзен Райнд (1786–1861)
- Син — Александр Райнд (Alexander Rhind) (1821–1897), американський конр-адмірал.[2]